# Harold Lloyd Jr.
Harold Clayton Lloyd, Jr. (Beverly Hills, California; 25 de enero de 1931 – Los Ángeles, California; 9 de junio de 1971) fue un actor y cantante estadounidense.

## Biografía
Nacido en Beverly Hills, California, fue el segundo hijo del cómico del cine mudo Harold Lloyd y de su esposa, la actriz Mildred Davis. 
Lloyd actuó en varias películas de serie B en las décadas de 1950 y 1960, entre ellas The Flaming Urge (1953) (su único papel protagonista) y Frankenstein's Daughter (1958). También trabajó en la producción de compilaciones de los filmes de su padre estrenadas a principios de la década de 1960. Como cantante actuó en varias cintas, y tuvo un éxito moderado en el género de cabaret en Hollywood y en otras localidades, además de lanzar en 1965 un álbum de baladas románticas titulado Intimate Style.
Según Tom Dardis, biógrafo de su padre, Lloyd no conseguía superar la presión de vivir a la sombra de la fama de su progenitor, y ya era alcohólico antes de cumplir los treinta años de edad. Además fue gay en una época en la que era socialmente inaceptable. Se daba la circunstancia de que Lloyd volvía a menudo a la propiedad familiar, Greenacres, magullado tras sus encuentros con compañeros sexuales violentos. Su padre en ocasiones culpaba de los problemas de Lloyd a sus ausencias durante la infancia de su hijo. Sin embargo, y pese a ser gay, en 1953 tuvo una breve relación con la actriz chilena Marina Cisternas.
Harold Lloyd Jr. sufrió un ictus masivo en 1965 del cual nunca se recuperó plenamente. Murió a los cuarenta años de edad en Los Ángeles, California, el 9 de junio de 1971. Fue enterrado en el Cementerio Forest Lawn Memorial Park de Glendale (California).